# Ctenus aruanus
Ctenus aruanus este o specie de păianjeni din genul Ctenus, familia Ctenidae, descrisă de Strand, 1911. Conform Catalogue of Life specia Ctenus aruanus nu are subspecii cunoscute.